# Ahmad al-Fahd al-Sabah

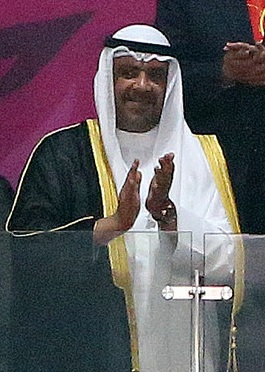
Ahmad Al-Fahd Al-Sabah en 2014

Le cheikh Ahmad Al-Fahd Al-Sabah (أحمد الفهد الصباح) est l'ancien président de l'OPEP et ancien ministre du pétrole du Koweït. Il est né le 21 août 1961. Son père est Fahad Al-Ahmed Al-Jaber Al-Sabah.
Il a occupé également le poste de ministre de l'Information et président de la fédération asiatique de handball de 1991 (succédant à son père) à 2021.
Il fait partie du Comité international olympique et est l'actuel président de l'Association des comités nationaux olympiques.
Il a démissionné du conseil de la FIFA à la suite d’une affaire de corruption en avril 2017. Le 4 mai 2024, Le Comité international olympique (CIO) bannit le cheikh Ahmad Al-Fahad Al-Sabah du Koweït de tous les postes au sein du comité pendant 15 ans pour manquement à l'éthique. Il avait déjà été suspendu par le CIO pendant trois ans en 2023 pour son ingérence présumée dans les élections du Conseil olympique d'Asie, ainsi que pour faux et fausse procédure d'arbitrage.   

## Service gouvernemental
Ahmed a fait ses études à l'université du Koweït et à l'académie militaire du Koweït, et a obtenu le grade de major dans l'armée koweïtienne.
Il est nommé ministre de l'Information du Koweït en 2000 et ministre du Pétrole par intérim en 2001. En février 2002, il est nommé ministre du pétrole. Après la mort de l'émir Cheikh Jaber et l'accession de Cheikh Sabah à l'émir, il reste à ce poste sous le gouvernement de Cheikh Nasser Al-Mohammed. Ahmed a été secrétaire général de l'OPEP en 2005, et a été nommé directeur de l'Agence nationale de sécurité en juillet 2006.